# Atractylis cancellata

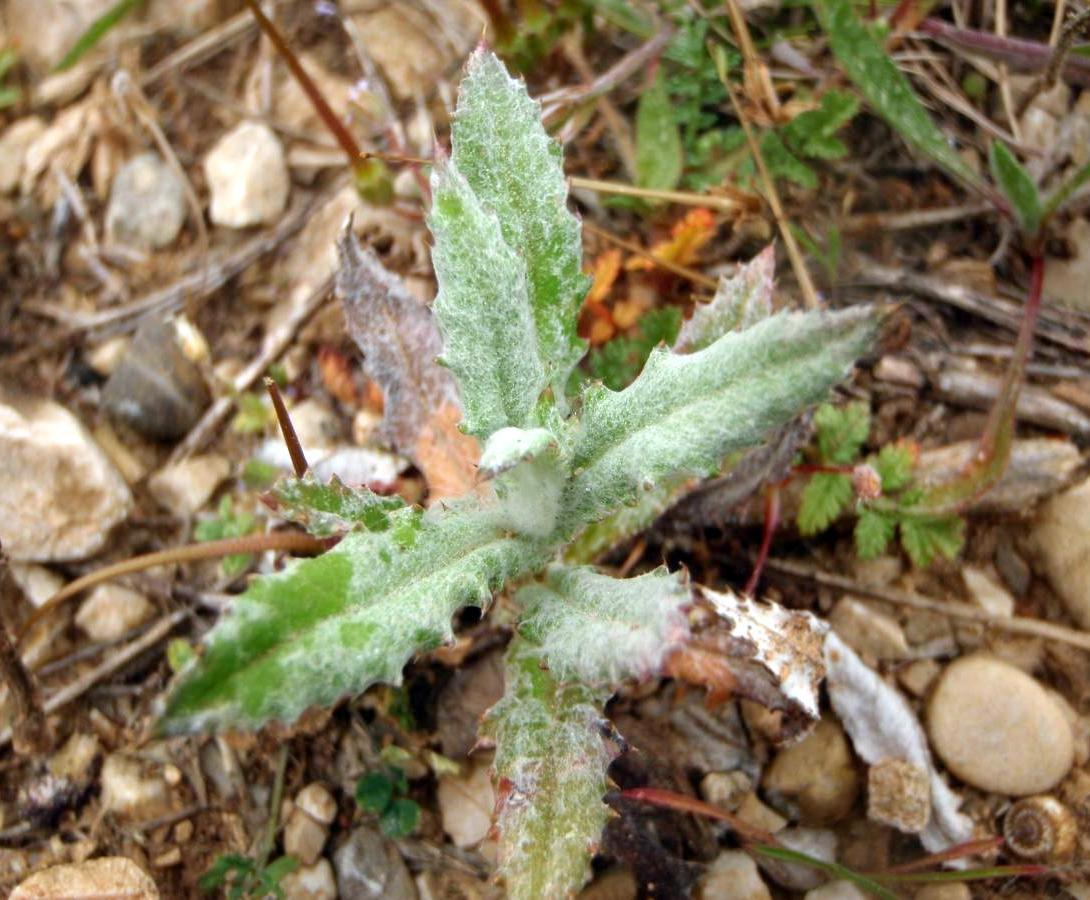
Plántula; detalle del denso indumento foliar araneoso

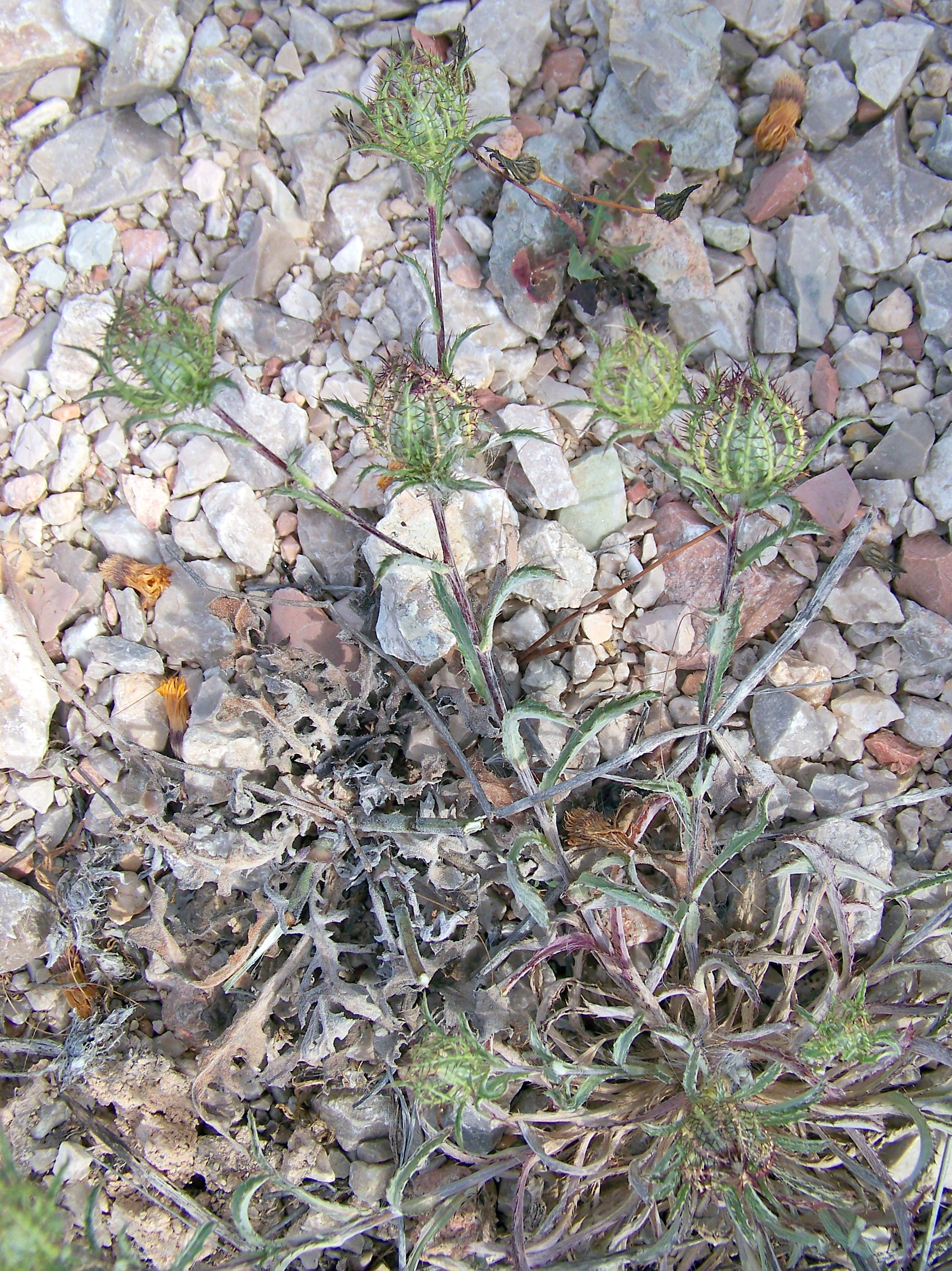
Vista general en preantesis

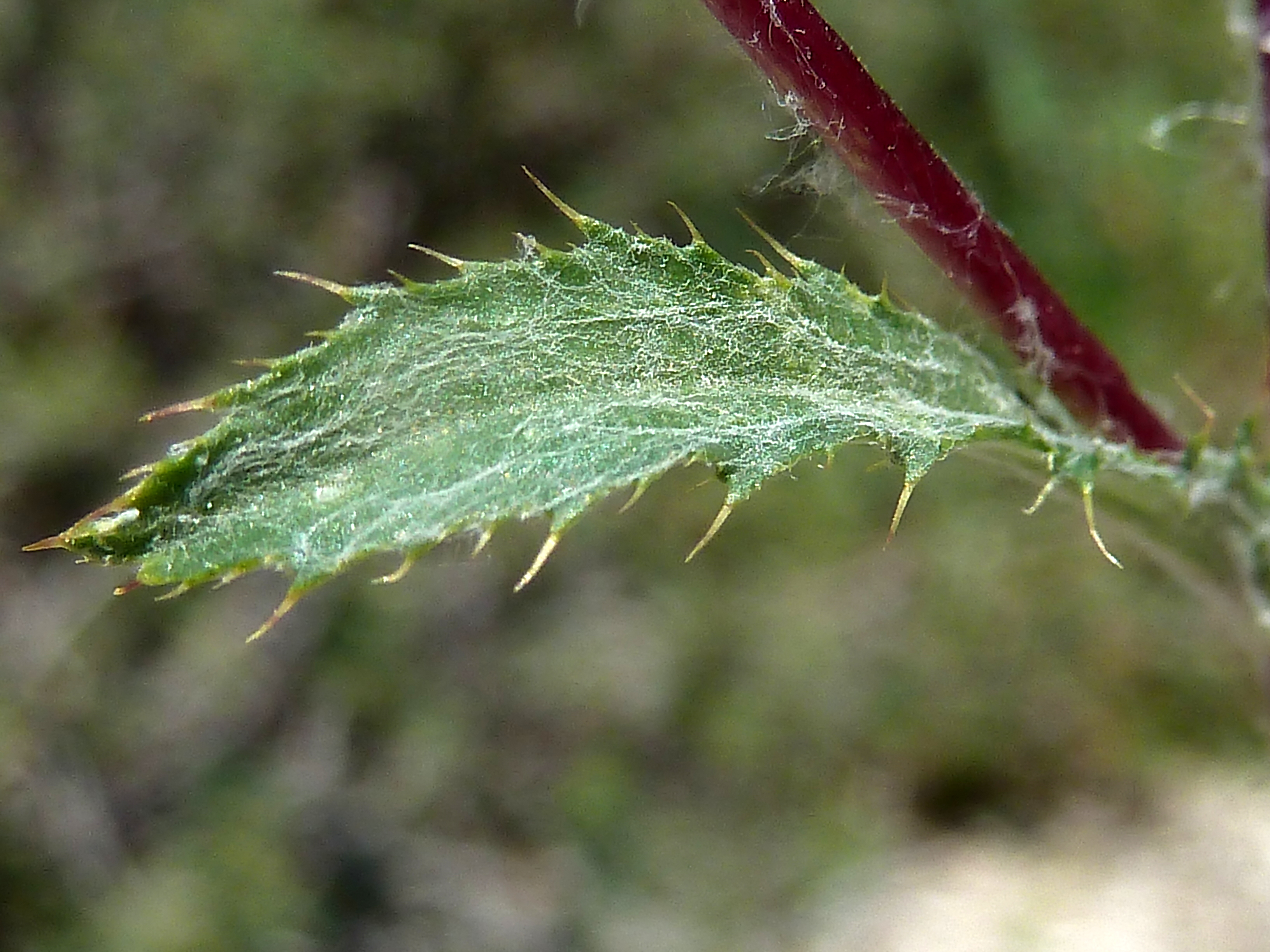
Hoja caulinar araneosa y espinosa

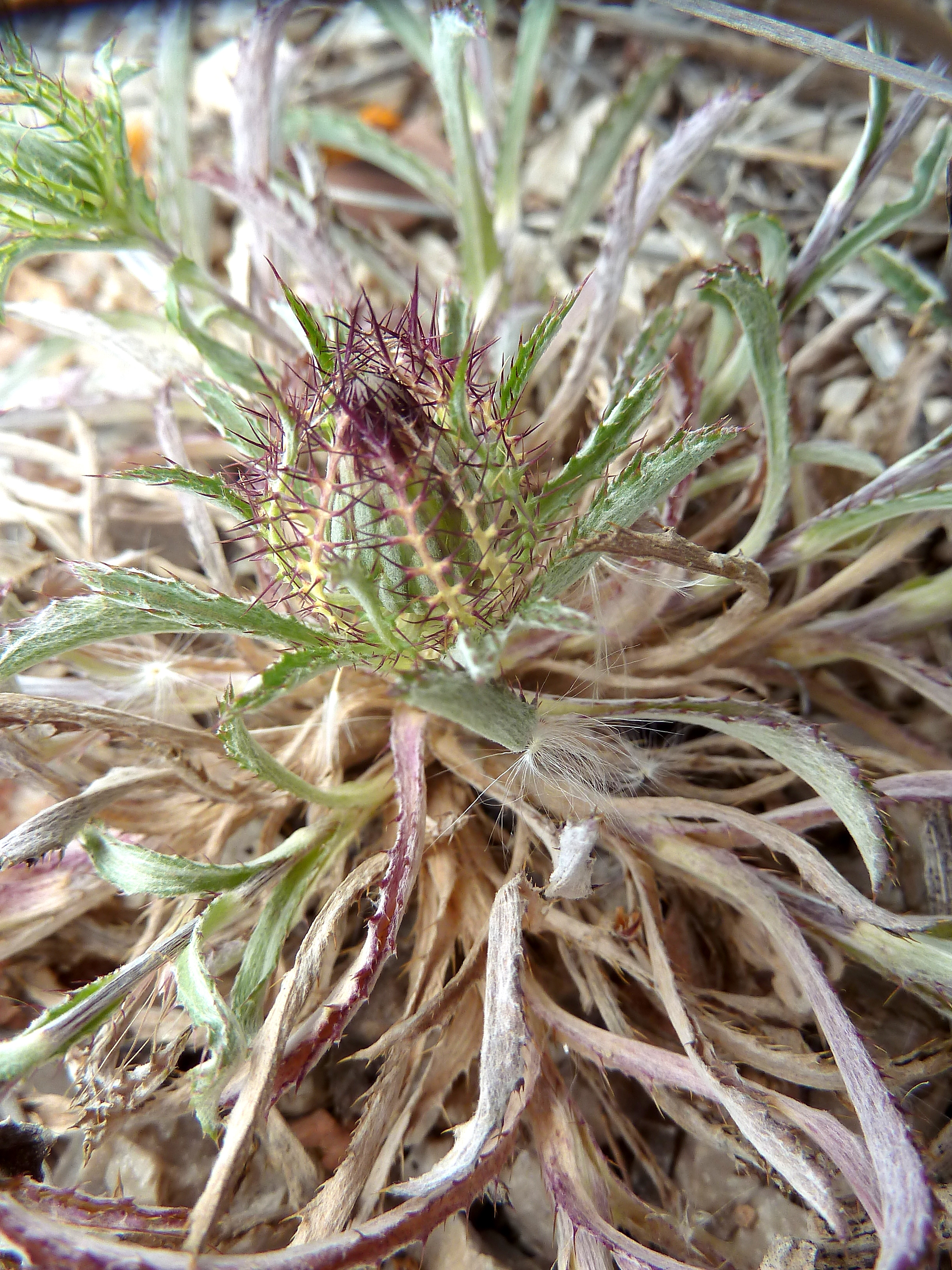
Vista parcial con la roseta basal de hojas y el capítulo central sentado

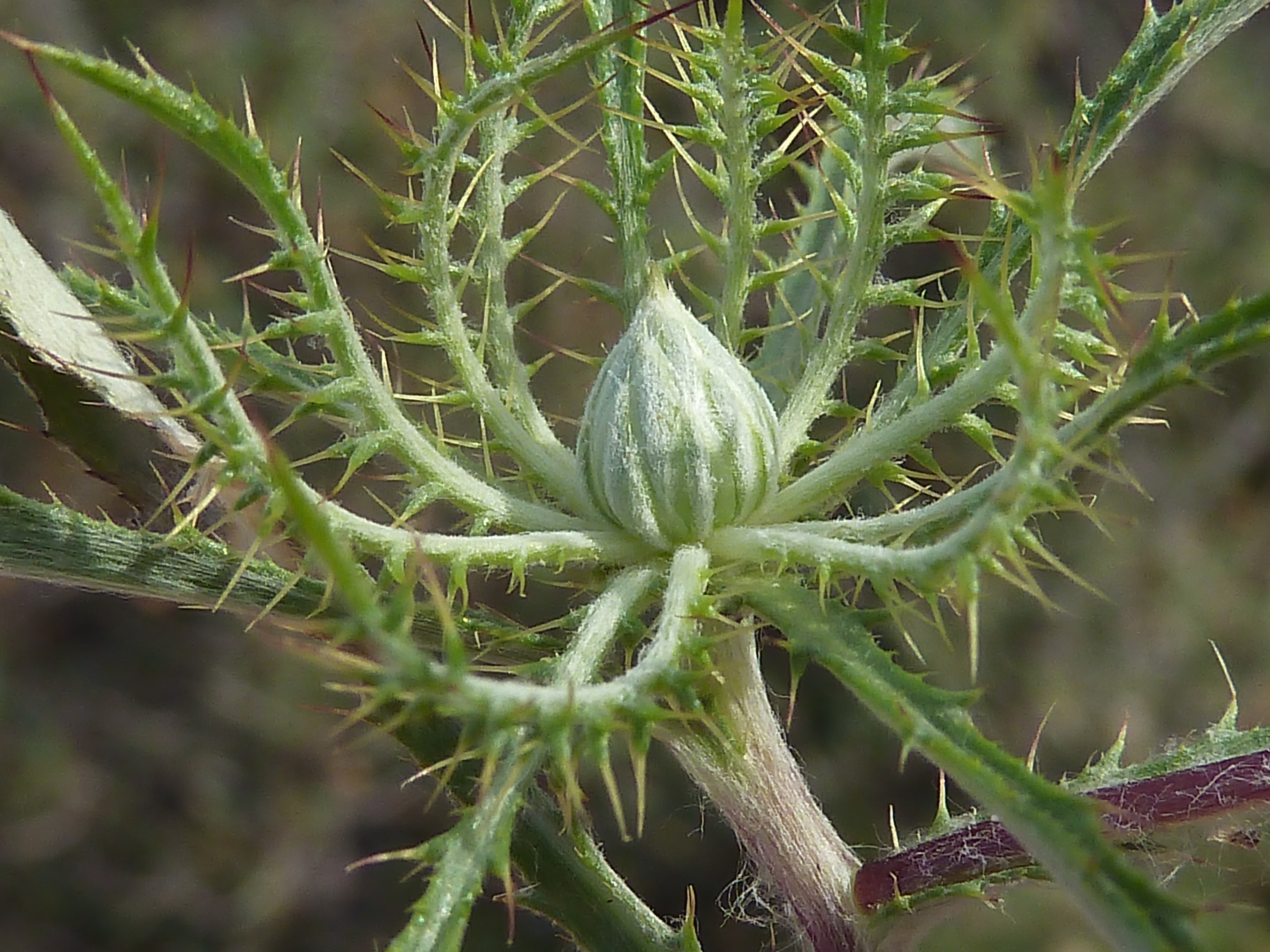
Capítulo en preantesis rodeado de sus hojas involucrales

Atractylis cancellata, de nombre común cancelillos, cardo enrejado entre otros, es una especie de planta herbácea del género Atractylis de la familia Asteraceae.

## Descripción
Es una especie herbácea anual, de un color verde grisáceo, con tallos de hasta de 40 cm, erectos, simples o ramificados y longitudinalmente inconspicuamente acostillados, foliosos y cubiertos de un denso indumento de pelos araneosos. 
Las hojas, de hasta de 5 por 1 cm, son de linear a oblongo-lanceoladas con márgenes dentados y espinosos y con conspicuo nervio medio, araneosas; las basales, en roseta, las caulinares alternas, y las más apicales formando un pseudoinvolucro de hojas involucrales de 15-25 mm, muy diferentes de las anteriores y también de las brácteas involucrales que rodean: lineares, curvadas en la base y no aplicadas sobre el involucro, pectinado-pinnatisectas, con 6-11 pares de lóbulos espinosos ramificados y una espina apical de hasta 2,5 mm. Los capítulos son terminales, solitarios y sentados. El involucro, de 10-15 por 7-15 mm, es ovoideo o algo globoso, araneoso, con brácteas dispuestas en 5-8 series, mayores del exterior hacía el interior; las externas y medias ovado-lanceoladas o lanceoladas, con ancho margen escarioso, araneosas en la haz externa y glabras en el envés, con espína apical, mientras las internas son linear-lanceoladas, con ápice tintado de violáceo o pardusco, glabras o con pelos dispersos en los márgenes y con espínula apical bordeada de márgenes escariosos. Rodean un receptáculo con páleas laceradas, blanquecinas y laxamente ciliadas en el margen. Dicho receptáculo soporta flores heteromorfas: las centrales flosculosas y hermafroditas, las periféricas liguladas neutras. Las ligulas periféricas tienen la corola, de 7,5-13 mm, glabra, con tubo blanquecino, y limbo —prácticamente erecto— de color violeta y apicalmente tri o tetradentado; el androceo falta o se reduce a estaminodios y el gineceo es rudimentario, derivando en cipselas abortadas con un vilano mucho menos desarrollado que en los flósculos y con menos y más estrechos pelos. Los flósculos, por su parte, tienen la corola de 7,5-12 mm, glabra, unicolor, con limbo pentalobulado. Los estambres las anteras y el las ramas, coniventes, del estilo del gineceo son de color violeta. Las cipselas, de 3-4,5 por 1,5-2 mm, son obovoides, densamente seríceas, generalmente blanquecinas, con un nectario inconspicuo persistente en el centro de la placa apical que está coronada por un vilano centimétrico, de un color blanco níveo y con una sola fila de 17-22 pelos plumosos.

## Distribución y hábitat
Se distribuye por toda la zona circum mediterránea. Se encuentra prácticamente en toda España, excepto el cuadrante noroeste; también en las Baleares y las Islas Canarias, donde, sin embargo, su presencia nativa es discutida. Presente puntualmente en Portugal (Algarve). Crece en claros de bosque, matorrales degradados, cultivos, baldíos, bordes de camino, etc., preferentemente en substrato básico, con menos frecuencia en arenas graníticas, pizarras o basaltos; desde el nivel del mar hasta 1500 m de altitud y florece de mayo a julio.

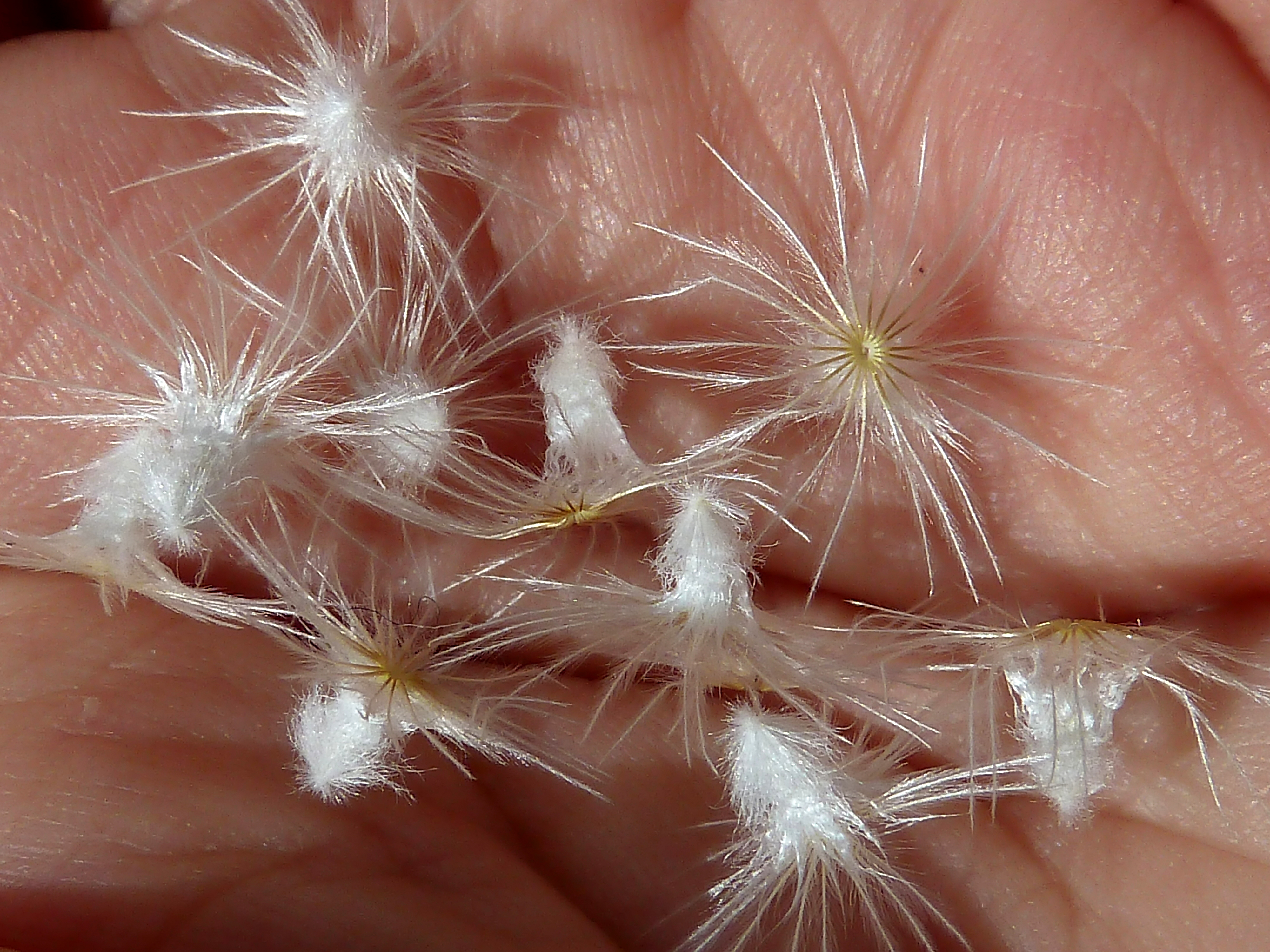
Cipselas seríceas de vilano plumoso sueltas

## Taxonomía
Atractylis cancellata fue descrita por Carlos Linneo y publicado en Species Plantarum, vol. 2, p. 830, 1753
Etimología
- Atractylis: del latín atractylis, -ĭdis, del vocablo griego ατραχτυλίς que es derivado de άτραχτος, -άχτου, huso, empleado por Dioscórides y, luego, Plinio el Viejo (21, 53 y 21, 184) para nombrar una planta espinosa de flores amarillas en capítulos igualmente espinosos que usaban las mujeres para cardar y que corresponde muy probablemente a la especie Carthamus lanatus o Carthamus leucocaulos. El nombre genérico fue creado por Carlos Linneo - sin más explicaciones-   en 1737 para plantas sin relación alguna con las anteriormente aludidas y como sustituto del género Crocodilodes de Sébastien Vaillant, 1729. Fue validado posteriormente por el mismo Carlos Linneo en Species Plantarum, vol. 2, p. 829-830, 1753 y ampliada su descripción en Genera Plantarum, p. 360, 1754.[1]
- cancellata: prestado del Latín cancellātus, a, um, derivado de cancelluus, -i, reja, o sea "con aspecto de reja", aludiendo a la apariencia enrejada del conjunto brácteal del involucro capitular.[6]

Sinonimia
- Acarna caespitosa Willd.
- Acarna cancellata All.
- Anactis caespitosa Cass.
- Atractylis caespitosa Viv. non Desf.
- Atractylis cancellata var. eremophila Braun-Blanq. & Maire
- Atractylis cancellata subsp. gaditana Franco
- Atractylis cancellata subsp. glomerata Caball.
- Atractylis canescens Salzm. ex Ball
- Atractylis glomerata (Caball.) Caball.
- Carthamus cancellatus (L.) Lam.
- Cirsellium cancellatum (L.) Gaertn.
- Crocodilina cancellata (L.) Bubani[7]

## Citología
Número de cromosomas: 2n = 20.

## Nombres comunes
- Castellano: cancelillos (2), cardillo enrejado, cardo (2), cardo enrejado (3), carlina de Andalucía, farolitos. Las cifras entre paréntesis corresponden a la frecuencia de uso del vocablo en España.[3]